# وزارة المالية (البرازيل)
وزارة المالية (بالبرتغالية: Ministério da Fazenda‏) هي وزارة حكوميَّة في البرازيل تم إنشاؤها عام 1808. الوزارة مسؤولة عن صياغة وتنفيذ السياسة الاقتصادية والمالية والتمويل للبلاد تحت إشراف رئيس البرازيل المُنتخب.
وزير المالية الحالي، فرناندو حداد اعتبارًا من 1 يناير 2023.

## روابط خارجية
- الموقع الرسمي
 باللغة البرتغالية